# Лимингтон (Англия)
Ли́мингтон (англ. Lymington) — город в Великобритании.

## География
Город Лимингтон расположен на юге Англии, на побережье пролива Ла-Манш. Административно входит в округ Нью-Форест графства Гэмпшир, к юго-западу от Лондона. Морской порт, в том числе удобный для стоянок яхт. Поблизости от города расположен национальный парк Нью-Форест. Численность населения составляет 14 тысяч человек (на 2001 год).

## История
Лимингтон появился в VI веке как поселение англо-саксов и ютов, прибывших в этот район с острова Уайт. Топоним, впервые засвидетельствованный в форме Limentun, происходит от древнебретонского слова lemanos в значении «вяз» и англосаксонского слова tun, означающего «сад», «город». В Книге Страшного суда он упомянут в записи от 1086 года (как Лентун). 
Для туристов в Лимингтоне представляет интерес морской порт, гавань для яхт, городской центр в стиле XVI—XVII веков, исторический городской рынок.

## Экономика
Лимингтон является туристическим и торговым центром, развито также сельское хозяйство.
Из Лимингтона в Ярмут ходит автомобильный паром компании «Wightlink». Компания на этом маршруте в настоящее время использует суда «Wight Light», «Wight Sky» и «Wight Sun», сменившие в 2009 году суда «Cenwulf», «Cenred» и «Caedmon».

## Города-побратимы
- Мосбах
- Витрэ
- Мессина
- Альманса
- Одесса